# Маркушин, Василий Петрович
Василий Петрович Маркушин (18 сентября 1934, Вольный, Саратовский край — 26 января 2015, Железнодорожный, Московская область) — бригадир добычной бригады шахты «Юнь-Яга». Герой Социалистического Труда.

## Биография
Родился 18.9.1934  в крестьянской семье. После школы окончил Саратовский нефтепромышленный техникум.
После службы в рядах Советской Армии по комсомольской путёвке направлен в Воркуту в 1958 году и был принят горнорабочим очистного забоя шахты № 26 (ныне «Заполярная»). В течение 3-х лет возглавлял комсомольско-молодёжную бригаду. В 1965 году, как опытный горняк, был переведён на введённую в эксплуатацию шахту «Юнь-Яга», где возглавил добычную бригаду. В мае 1969 года бригада начала осваивать добычной комплекс 1МК и уже в августе среднесуточная нагрузка превысила 1000 тонн. Всесоюзный рекорд суточной добычи, установленный бригадой, составил 2940 тонн.
За высокие показатели, достигнутые в социалистическом соревновании, за освоение горной техники в 8-й пятилетке 30.03.1971 года присвоено звание Героя Социалистического Труда. Профессиональный специалист горного дела, Василий Петрович избирался делегатом X и XI съездов профсоюза рабочих угольной промышленности и XI съезда ВЦСПС. Полный кавалер «Шахтёрской славы», «Почётный шахтёр».
С 1984 года проживал в г. Железнодорожном Балашихинского района. Умер 26.1.2015 года. Похоронен на Аллее Героев Дятловского кладбища городского округа Балашиха, участок 1/1/75.